# Hassan Hanafi
Hassan Hanafi (în arabă حسن حنفي; n. 23 februarie 1935, Cairo, Egipt – d. 21 octombrie 2021) a fost un filozof egiptean contemporan, autor al unor importante lucrări în care cercetează moștenirea culturii islamice și legătura dintre aceasta și cultura occidentală. Este inițiatorul unei noi discipline pe care o definește ca un „orientalism răsturnat” sau occidentalism. A inițiat un proiect de dezvoltare a tradiției islamice pentru a fi compatibilă cu raționalismul modern.

## Studii și activitatea profesională
Născut pe 13 februarie 1935 la Cairo. În 1956 își finalizează studiile de licență în domeniul literaturii și filologiei la Universitatea din Cairo, iar în anul 1966 a obținut titlul de doctor în filosofie la Sorbona, cu două teze despre fenomenologie scrise în franceză și publicate prima dată la Paris, în 1966. Cele două lucrări sunt L’exégèse de la phénoménologie, l’etat actuel de la méthode phénoménologique et son application au phénomène religieux (Exegeza fenomenologiei, starea actuală a metodei fenomenologice și aplicarea ei în religie) și  Phénoménologie de l’exégèse, essai d’une herméneutique existentielle à partir du Nouveau Testament (Fenomenologia exegezei, încercarea unei hermeneutici existențiale pornind de la Noul Testament).
Din 1967 ocupă pe rând funcțiile de preparator (1967-1973), asistent (1973-1980), profesor de filosofie (1980-1995) și profesor emerit (1995-prezent), în cadrul facultății de filologie și literatură a Universității din Cairo. În anii 1988-1994 a îndeplinit funcția de șef al secției de filozofie din cadrul aceleiași instituții. A fost invitat să predea la universități din străinate precum: Universitatea Temple, Philadelphia (1971-1975), la Fez, în Maroc (1982-1984), Tokyo (1984-1985). De asemenea, deține titlul de vicepreședinte al Ligii arabe de filozofie, secretar general al Ligii egiptene de filozofie, membru al Comitetului de cooperare asiatico-africană, membru al Uniunii scriitorilor din Egipt și al Comitetului de filozofie din Înaltul consiliu de cultură.
În cei zece ani cât a studiat la Sorbona (1956-1966), Hanafi a intrat în contact cu filozofia europeană, fiind cel mai mult influențat de filozofii europeni francezi și de idealiștii germani: Bergson, Kant, Fichte, Schelling, Hegel. S-a interesat în mod special de sistemul de gândire al filozofului olandez Baruch Spinoza din a cărui operă a tradus la începutul carierei sale.

## Occidentalismul
Cel mai important proiect al lui Hassan Hanafi îl constituie studiul monumental pe care autorul îl denumește at-Turaṯ wa at-tağdīd (Moștenire și înnoire). Acest proiect cuprinde trei părți Mawqifu-nā mina t-turāṯi-l-qadīmi (Perspectiva noastră asupra moștenirii arabe), Mawqifu-nā mina-t-turāṯi-l-ġarbī (Perspectiva noastră asupra moștenirii occidentale) și Mawqifu-nā mina-l-wāqiʻi (Perspectiva noastră asupra realității). Cea de-a doua parte cunoscută și sub numele de Muqaddimatun fī ʻilmi–l-ʹistiġrābi (Introducere în știința occidentalismului) este o lucrare programatică care își propune teoretizarea occidentalismului ca disciplină de studiu. Occidentalismul este văzut în opoziție cu orientalismul și are ca scop principal eliberarea civilizației arabo-islamice de sub tutela Ocidentului care de mai bine de două sute de ani deține hegemonia culturală și se impune ca „unic model de progres și civilizație”.
Inițiativa fondării acestei discipline vine ca urmare a atacului cultural îndreptat de Occident începând cu secolul al XIX-lea și instaurarea colonialismului. Acest atac s-a manifestat prin impunerea culturii franceze în zona Maghrebului arab și distrugerea școlilor de limba arabă. Influența vestică persistă, ba chiar se intensifică după obținerea independenței astfel încât elita intelectuală arabă este tributară cadrului teoretic impus de Occident. Mai mult decât atât culturile neoccidentale trebuie să asimilize concepte și terminologie occidentală pentru a putea fi recunoscute pe plan internațional. Așadar concepte precum marxism, liberalism, socialism, naționalism, constructivism au pătruns în cultura arabă după ce au făcut carieră în Occident.
Occidentalismul urmărește înlăturarea acestor influențe străine și să redea culturii arabe puterea de a se reinventa, de a crea un produs original. Acest demers teoretic își asumă cunoașterea, dezvăluirea identității culturale a Occidentului prin mijloacele culturii arabe. Este reversul orientalismului care reprezintă studiul derulat de europeni pentru cunoașterea culturilor răsăritene. Prin urmare civilizația, istoria europei devin obiecte de studiu pe care Hanafi le abordează pe larg în lucrarea sa. Istoria culturii europene este împărțită pe perioade începând cu antichitatea greco-latină, considerată a fi piatra de temelie în formarea conștiinței și civilizației europene. Hanafi distinge cinci etape principale în formarea conștiinței culturale europene pe care le prezintă dintr-o perspectivă istorică: marii părinți ai bisericii și scolastica (reprezentanți Augustin și Toma d’Aquino, din secolul I până în secolul al XIV-lea), reforma religioasă și Renașterea (secolele al XV-lea și al XVI-lea), raționalismul și iluminismul (secolele al XVII-lea și al XVIII-lea), pozitivismul și știința (secolul al XIX-lea), iar ultima fază este reprezentată de existențialismul secolului XX.
Marile curente de gândire din Europa sunt prezentate pe larg, astfel: iluminismul german, italian, englez, american, francez și rus și contribuția filozofilor europeni la realizarea revoluției și trecerii de la monarhie absolută la monarhie de tip iluminist care promovează valori sociale precum: libertatea, egalitatea, dreptatea și unitatea omenirii. Ultima parte a lucrării urmează cursul sau destinul cultural al Europei în prezent și viitor și face o comparație între aceasta și lumea a treia (Asia, Africa și America Latină cu accent pe civilizația islamică și arabă) aflată în proces de dezvoltare. Hanafi abordează problema relațiilor dintre cele două civilizații și modul în care acestea s-au influențat reciproc. Pentru civilizația arabo-islamică alteritatea este reprezentată de Occident cu care a stabilit permanent contact fie că acesta era pașnic sau armat. Cruciadele reprezintă o etapă de contact între cele două lumi, etapă în care Europa rămâne în cronicile orientale cotată ca barbară, necivilizată și fanatică. Colonialismul se constituie tot ca o perioadă de contacte între cele două civilizații, cu mențiunea că Occidentul este cel care are ascendentul și supune o mare parte din teritoriile Orientului.
Occidentalismul este o inițiativă a intelectualilor lumii a treia de a anula „complexul de superioritate” (ʻuqdat an-naqṣ) pe care conștiința europeană îl arborează în ceea ce privește civilizațiile orientale. Această nouă știință constă în studierea conștiinței culturale europene cu aceleași mijloace pe care cultura europeană le-a aplicat asupra culturilor orientale: filozofia istoriei, sociologia, antropologia, etc. Occidentalismul este necesar, spune Hanafi, deoarece creează premisele egalității dintre cele două culturi și deschide drumul prin care civilizațiile orientale se pot elibera de sub dominația culturală a Occidentului sau occidentalizare (taġrīb). Scopul acestei științe este de a scoate la suprafață rolul pe care Orientul l-a avut în modelarea umanității, rol pe care literatura de specialitate îl ignoră.

## Opere
Traduceri în limba arabă
Namāḏiğ mina-l-falsafati-l-masīḥiyyati fī-l-ʻaṣri-l-wasīṭi (Model al filozofiei creștine a Evului Mediu) Alexandria, 1968
Risālatun fī-l-lāhūti wa-s-syāsati li-Spinoza (Tratat de teologie și politică de Baruch Spinoza) Cairo, 1973
Opere scrise în limba arabă
At-Turaṯ wa-t-tağdīd  (Moștenire și înnoire  proiect în trei părți)
Mawqifu-nā mina t-turāṯi-l-qadīmi (Perspectiva noastră asupra moștenirii arabe)
•	Mina-l-ʻaqīdati ʹilā-ṯ-ṯawrati  (De la dogmă la revoluție) cinci volume, Cairo, 1988
•	Mina-n-naqli ʹilā-l-ʹibdāʻi (De la traducere la creație) două volume
•	Mina-l-fanāʹi ʹilā-l-baqāʹi (De la mistuire la continuare)
•	Mina-n-naṣṣi ʹilā-l-wāqiʻi (De la text la realitate) două volume
•	Mina-n-naqli ʹilā-l-ʻaqli (De la transmitere la rațiune)
•	Al-ʻaqlu wa-ṭ-ṭabīʻatu (Rațiunea și natura)
•	Al-ʹinsānu wa-t-tarīḫu (Omul și istoria)
Mawqifu-nā mina-t-turāṯi-l-ġarbī (Perspectiva noastră asupra moștenirii occidentale)
•	Muqadimmatun fī ʻilmi–l-ʹistiġrābi (Introducere în știința occidentalismului) Cairo, 1991
Mawqifu-nā mina-l-wāqiʻi (Perspectiva noastră asupra realității)
•	Al-ʻahdu-l-qadīmu (Vechiul Testament)
•	Al-ʻahdu-l-ğadīdu  (Noul Testament)
Ad-dīnu wa-ṯ-ṯawratu fī Miṣra (Religia și revoluția în Egipt)
Ḥiwāru-m-Mašriqi wa-l-Maġribi (Dialogul dintre Mashreq și Maghreb) Cairo, 1990
Ad-dīnu wa-ṯ-ṯaqāfatu wa-s-syāsatu fī-l-waṭani-l-ʻarabī (Religie cultură și politică în țările arabe) Cairo, 1998
Ḥiwāru-l-ʹağyāli (Dialog între generații) 1998
Fī fikri-nā-l-muʻāṣiri (Despre gândirea arabă contemporană) 1976
Fī fikri-l-ġarbi-l- muʻāṣiri (Despre gândirea occidentală contemporană) 1977